# Kraken

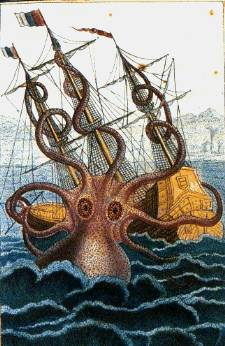
Kraken topiący statek

Kraken – legendarny stwór morski. Prawdopodobnie źródłem legend są spotkania z kałamarnicą olbrzymią.
Pisał o nim Pliniusz Starszy – potwór miał blokować Cieśninę Gibraltarską, nie przepuszczając przepływających tamtędy okrętów. W epoce nowożytnej pierwszy opisał to monstrum Erik Pontoppidan w swoim dziele Historia naturalna Norwegii (1752).
Wedle opowieści żeglarskich krakeny były często brane za wyspy. Kiedy marynarze wychodzili na ląd, budzili potwora, który się zanurzał, wciągając pod wodę załogę wraz z okrętem.
W legendach Kraken jest znany również jako Triangul. Jest pod władzą Neptuna, lecz słucha tego, kogo zobaczy zaraz po przebudzeniu. Zasypia na sto lat, by później przez kolejne sto atakować statki.

## Kraken w kulturze masowej

### Filmy i seriale
Kraken występuje w filmach: Piraci z Karaibów: Skrzynia umarlaka, Piraci z Karaibów: Na krańcu świata, Starcie tytanów, Percy Jackson: Morze potworów oraz Zmierzch tytanów, tyle że tutaj jest przedstawiony jako wielki potwór z czterema ramionami i płetwą. Wystąpił również w jednym z odcinków kreskówki Ben 10 (w wersji z 2005 roku), emitowanej na kanale Cartoon Network oraz w kreskówce Spadkobiercy tytanów, emitowanej na kanale ZigZap. Pojawia też w filmach animowanych: Atlantyda: Powrót Milo, Sindbad: Legenda siedmiu mórz, Hotel Transylwania 3, Monster High: Great Scarrier Reef, Dudi: cała naprzód i w 524 odcinku One Piece.

### Książki
Z krakenem można identyfikować Czatownika, ukazanego we „Władcy Pierścieni – Drużynie Pierścienia” u bram Morii. Kraken pojawia się w cyklu powieści George’a R.R. Martina – „Pieśni lodu i ognia” jako potwór morski, a także symbol rodu Greyjoyów, władających Żelaznymi Wyspami. Ten legendarny potwór morski ma też swój krótki epizod w wydanej pośmiertnie powieści Michaela Crichtona „Pod piracką flagą”. Wzmianki o Krakenie pojawiają się również w książce „Miecz Przeznaczenia” Andrzeja Sapkowskiego w opowiadaniu „Trochę Poświęcenia”, książce „Amelia i potwór z głębin” Liz Kessler i w „Klątwie Tygrysa” autorstwa Colleen Houck, a także w książce Juliusza Verne’a pt. Dwadzieścia tysięcy mil podmorskiej żeglugi. Spotkanie z Krakenem opisane jest w powieści Hermana Melville’a Moby Dick, w rozdziale „Mątwa”.

### Gry komputerowe
Krakeny pojawiają się również w wielu grach komputerowych np. Tomb Raider: Underworld, Fable, Risen 2: Mroczne wody, Wiedźmin 2: Zabójcy królów, Smite, Sea of Thieves, Hitman, The Sims 3: Rajska wyspa; zwykle w charakterze bossa, jako easter egg lub potwór, którego można przywołać. Istnieją nawiązania do krakena w wielu innych grach, przykładowo w League of Legends, Forge of Empires i World of Warships.

### Komiksy
Kraken pojawia się także w komiksie „Reduktor Prędkości” Blaina.
Inne
Od 2009 istnieje rum o nazwie Kraken. Jego producentem jest amerykańska firma Proximo Spirits.